# Lauri Valonen
Lauri Valonen (né le 28 septembre 1909 et décédé le 2 octobre 1982) est un ancien sauteur à ski et spécialiste finlandais du combiné nordique.

## Biographie
En 1934, il se classe 4e du saut et 5e du combiné lors des championnats du monde. L'année suivante, il termine deuxième derrière Oddbjorn Hagen et devant Willy Bogner des championnats du monde en combiné nordique.
Lors des Jeux olympiques de 1936, il se classe 26e des combinés lors du 18 km. Lors du concours de saut, il réalise le plus long saut à 52 mètres mais ses pieds ont bougé et cela lui coûte des points lors des notes de style. Lors du second saut, il saute à 54,5 mètres et le total de ses points en saut à ski lui permettent de remonter à la quatrième place du combiné. En saut à ski, il se classe 6e notamment grâce à de bonnes notes de style,,.
Leni Riefenstahl juge que : « Sans la guerre, il aurait fait un jeune premier des neiges ! ». En 1939, il par à la guerre avec son matériel de ski. Lorsque les compétitions reprennent après la guerre, il est trop âgé pour performer.
Il a notamment un frère Oiva Valonen (fi) qui a fait du saut à ski.

## Palmarès

### Jeux olympiques
| Épreuve / Édition | [[Saut à ski aux Jeux olympiques de 1936\|Garmisch-Partenkirchen 1936]] |
| Saut à ski        | 6e                                                                      |
| Combiné nordique  | 4e                                                                      |

### Championnats du monde
| Épreuve / Édition | [[Championnats du monde de ski nordique 1934\|Solleftea 1934]] | [[Championnats du monde de ski nordique 1935\|Vysoke Tatry 1935]] | [[Championnats du monde de ski nordique 1937\|Chamonix 1937]] |
| Combiné nordique  | 5e                                                             | Argent                                                            | Abandon                                                       |

### Championnat de Finlande
- Il a remporté le championnat de Finlande en 1932, 1933 et 1934.